# Absolute risicoreductie
De absolute risicoreductie (ARR) is een begrip in de geneesmiddelenleer en de medische statistiek waarmee de werkzaamheid van een (meestal nieuwe) behandeling wordt uitgedrukt in vergelijking met geen behandeling of een andere, reeds bestaande therapie. 
De absolute risicoreductie is de verandering in het resultaat bij de (nieuwe) behandeling. Deze verandering wordt berekend als het verschil tussen de fractie die een ongunstig eindresultaat heeft bij behandeling en de fractie die een ongunstig eindresultaat heeft zonder behandeling of bij de bestaande behandeling.
Is deze fractie na behandeling 3% en zonder behandeling 5% dan is de absolute risicoreductie gelijk aan 2%. De reciproque van de absolute risicoreductie is het Number needed to treat (NNT). Dus NNT = 1/ARR.